# Армянское дворянство

## Происхождение армянского дворянства
История армянского дворянства уходят корнями в родоплеменную формацию, когда протоармянские племена, отделившиеся от древнеарийской общности, выделяли из своей среды вождей для управления своим обществом, защиты территории и военных походов. Такими предводителями обычно становились лучшие представители родов и племён. Аристократический класс армянского общества назывался — «азат», также именуемые «азнвакан» или «азнавур» (что переводится, как «благородный, благородного происхождения»).
В переводе с современного армянского слово «азат» дословно означает «свободный», однако термин, по всей видимости, имеет более древнее значение и, вероятно, восходит к арийскому yazata («божественные», «имеющие божественное происхождение», «достойные поклонения»). Многие аристократические кланы, возводили своё происхождение либо к божествам армянского язычества, либо к героям-патриархам армянского народа. Например, княжеские роды Ваевуни и Мехнуни вели своё происхождение соответственно от Ваагна и Михра — божеств огня, войны и небесного света, справедливости. Род Арцруни считал своим предком Санасара, отца эпического Мгера из Сасна Црер, то есть того же древнеармянского божества Михра. Целая плеяда аристократических родов Армении считала своим общим прямым первопредком Айка Наапета, патриарха-родоначальника армянского народа, эпитетом которого был «дюцазн», то есть «происходящий из дицов», «отпрыск божеств». Согласно традиции, от праотца Айка и его потомков произошли княжеские роды Хорхоруни, Бзнуни, Мандакуни, Манавазян, Ангехеа (Ангех тун), Варажнуни, Востаникян (Останикиан), Апахуни, Арран тун и другие.
В разное время упоминаются различное количество армянских аристократических родов. Иногда речь идёт о девяноста родах, иногда их число доходит до трёхсот. Со временем число собственно аристократических фамилий менялось.
Армянская аристократия, как особый социальный институт, возможно, появилась уже ко времени заката государства Урарту. Роды Рштуни, Мокац, Арцруни и некоторые другие могли произойти от имён племенных вождей ещё в урартское время. Другие роды — скажем, Мамиконян, Аравелян,- были возведены в дворянское сословие специальными указами армянских царей за определённые заслуги перед двором или перед Арменией. Хотя в большинстве своём армянская аристократия состояла из собственно армянских фамилий, однако исторические хроники свидетельствуют и о значительном иноземном вливании в дворянское сословие.
В подавляющем большинстве иноземные роды имели арийское (индоевропейское) происхождение; это были в основном иранцы, аланы, греки и римляне. Особо значителен был иранский аристократический элемент; многие армянские дворянские фамилии либо были связаны с аристократическими родами Ирана, либо вовсе имели иранское (персидское, парфянское и т. п.) происхождение. К последним принадлежали знаменитые роды Аршакуни, Арташесиан, Пахлавуни и другие. Примерами родов, имевших не армянское, но арийское происхождение являются Аравелян (аланы) и Ропсян (римляне). Неарийский элемент никогда не был значителен в армянской дворянской среде и чаще всего имеет позднее происхождение. Например, Мамиконяны ведут своё происхождение от выходца из Маньчжурии Мамгона, который за свои услуги получил дворянский титул от одного из армянских царей. Некоторые христианские историки имеют тенденцию возводить часть армянских аристократических родов к ближневосточным корням. Например, Мовсес Хоренаци в своей «Истории Армении» возводит родословную своего мецената, князя Багратуни, к неармянским ближневосточным корням. Однако данные историографии указывают о существовании рода Багратуни с древнейших времён, и речь идёт именно о коренных жителях Армении. Лингвистический анализ также подтверждает, что имя Багарат скорее всего имеет арийское происхождение: от bhag = бог и arat = обильный, дословно «богообильный». Любопытно, что и сам князь Багратуни отверг версию Хоренаци.

## Институты и состав армянского дворянства
Армянская «аристократия всегда была важной составной частью армянского общества. Среди прочего, об этом свидетельствует и смысловая эволюция термина нахарар» (naharar). Первоначально этот термин использовался для обозначения наследственных правителей области, но именно в значении «правитель», «начальник области». Тот же титул мог означать также и особо почётную службу (нахарарство) при царском дворе. Примерами подобных наследственных служб-нахарарств были аспетутюн (венцевозложение, традиционно принадлежавшее роду Багратуни), спарапетутюн (верховное командование армянской армией, традиционно принадлежавшее роду Мамиконян), азарапетутюн (финансовая и налоговая службы двора, прерогатива родов Гнуни и Аматуни), и малхазутюн (царская охрана, прерогатива рода Хорхоруни). Однако в ходе наследственного закрепления гаваров или определённых придворных служб за тем или иным дворянским родом, термин «нахарар» изменил своё первоначальное значение и стал обозначать «аристократа», «дворянина». Соответственно и аристократические роды стали именоваться «нахарарскими родами» или «нахарарствами» . Наряду с данной версией, существует и другая версия интерпретации термина naharar, основанная на значениях слов «nah» и «arar», то есть «первосозданные», «первородные».
Смысловая эволюция термина «нахарар» происходила параллельно с наследственным закреплением за родами гаваров Великой Армении. Например, гавар Великий Албак традиционно был наследственной вотчиной нахарарского рода Арцруни, гавар Тарон — вотчиной рода Слкуни, гавар Рштуник — соответственно, вотчиной рода Рштуни и т. д. Наряду с этим, появляется традиционная родовая символика, которая в большинстве своём уходит корнями в древнейшие родоплеменные верования и тотемы армянских кланов. Хотя данные по армянской геральдике весьма скудны, но достоверно известно, что наиболее распространёнными символами были орёл, лев и горный баран. Так на гербе династии Арташесян были изображены орлы и символ солнца. Символом нахараров Багратуни был орёл, держащий в когтях овцу. Династический герб киликийского королевского дома Лусинянов (Лузиньянов) отражал западноевропейское геральдическое влияние и состоял из красных львов и крестов на жёлто-синем фоне щита.
Нахарарские фамилии древней Армении записывались в так называемые «Гахнамаки» и «Зоранамаки» — официальные грамоты, которые перечисляли роды в зависимости от критериев почёта и значимости. Разница между «Гахнамаком» и «Зоранамаком» состояла в критериях, по которым устанавливалась степень почётности того или иного рода. «Зоранамак» основывался на сугубо военной мощи того или иного рода — количестве конных и пеших войск, ответственности по защите северных, восточных, южных или западных рубежей Армении, а также количестве воинской силы, которую предоставлял определённый род в распоряжение царя Великой Армении в случае военных действий. В отличие от «Зоранамака», «Гахнамак» составлялся на основе политико-экономической значимости родов: обширности их владений, богатстве, связях и влиянии на царский двор и т. п.
С «Гахнамаками» и «Зоранамаками» связаны два других понятия армянской аристократии — «бардз» (bardz) и «патив» (patiw). «Бардз» дословно означает «подушка»; это место, которое занимал предводитель рода за царским столом, будь то во время совета или во время празднеств. Во время застолий родоначальники восседали на специальных подушках — отсюда и название. «Бардзы» (места за столом, но фактически и соответствующее положение знати при царском дворе) распределялись в зависимости от «патива», то есть «достоинства», «чести», «почёта» рода. Последнее, видимо, и закреплялось в «Гахнамаках» и «Зоранамаках».
Сословие азатов-нахараров имело внутрисословное деление. Во главе дворянской пирамиды стоял царь — арка (arqa). Само слово arqa происходит от общеарийского корня, сохранившегося в аналогах правителей в других индоевропейских языках: arxatos (греческ.), rex (латинск.), raja (индоарийск.), roi (французск.).
Сыновья царя, то есть принцы, назывались сепухами (sepuh). Особую роль занимал старший наследный принц, который именовался аваг сепухом (awag sepuh). В случае кончины царя и при отсутствии каких-либо особых оговорок касательно престолонаследия, именно аваг сепух автоматически наследовал престол отца.
Вторым по значимости после царя были бдешхи. Бдешх (bdeshx) — это правитель большой приграничной области Великой Армении. Бдешхи по сути были полновластными правителями приграничных областей, вице-королями (-царями), и по своим привилегиям лишь незначительно уступали царю страны. Они имели свой двор, армию, взимали налоги и пошлины и даже имели право чеканить монету.
На третьей ступени аристократического сословия после царя и бдешхов были собственно князья. Князь (ishxan) имел свою вотчину (hayreniq) и резиденцию (dastakert) . Во главе княжеского рода (клана) стоял танутер (tanuter). Само слово «род» или «клан» передавались разными, но близкими по значению словами — tohm и tun. Соответственно, танутер означало «глава клана», «глава рода», «родовладыка».
Во главе всего аристократического сословия стоял великий князь — metz ishxan или ishxanac ishxan, также называемый в некоторых источниках мецамец (metzametz). Он считался предводителем дворянства и имел особые привилегии и обязанности. Например, в случае кончины царя и отсутствии наследников-сепухов, великий князь должен был временно выполнять обязанности царя, пока не решатся вопросы престолонаследия. Однако в действительности вопросы престолонаследия решались заранее или же посредством междоусобных войн.
Таким образом, пирамида дворянского сословия Великой Армении выглядела следующим образом:
- Король
- Бдешх (генерал-губернатор)
- Князь

Она, однако, отражает традицию именно Великой Армении, и то в ранний период её истории. Разумеется, со временем структура дворянства менялась, отражая особенности той или иной армянской территории, исторического этапа в развитии или специфику социальных отношений. Например, в средневековье в Киликийской Армении названия и состав дворянства претерпели некоторые изменения.
Великая Армения
- Король
- Князь

Киликийская Армения
- Thagawor или Inqnakal
- Bdeshx
- Paronac Paron (или Metz Paron)
- Paron

В Киликийской Армении появились также перенятые из Европы тонкости деления дворянского сословия, такие как «парон» (барон), «тэр» или «синьор» (сеньор), «бердатер» (владыки крепостей) и т. п. . В Киликии также появились рыцари, которые тоже причислялись к дворянскому сословию. Сами рыцари — dziawor и hetzelwor — чаще всего, хотя и не всегда, происходили из паронов.
Изменились также некоторые внешние атрибуты, скажем, если в Великой Армении при обращении к дворянину было принято использовать слова «тиар» (tiar) или «тэр» (ter), то в Киликийской Армении наряду с этими обращались также словом «парон» (отсюда и современное армянское «господин»).
В позднесредневековой Армении и в новое время в различных провинциях-наангах страны использовались различные деления и титулы для дворянского сословия. Скажем, в Арцахе периода Хамсы («Пятикняжества») титулу «ишхана» соответствовал «мелик» . Ниже меликов (хотя иногда и попеременно с ним) использовался титул арюрапет или юзбаши (буквально, «сотник»). А с вхождением восточной Армении (Карабаха, Эриванской и Карсской областей) в состав Российской империи среди армянского дворянства распространяются титулы, обычаи и социальные институты российского дворянского сословия.

## Список армянских княжеских династий поздней античности
Здесь (возможно неполный) список армянских дворянских родов эпохи Аршакидов. Жирным шрифтом выделены роды носившие титул царя (до создания или после падения царства Аршакидов). Список составлен на основе Зоранамака.
| Название рода     | Происхождение, согласно Кириллу Туманову | Происхождение, согласно Мовсесу Хоренаци                   | Кол. конницы в царской армии | должность/титул                                   |
| ----------------- | ---------------------------------------- | ---------------------------------------------------------- | ---------------------------- | ------------------------------------------------- |
| Абелян            | Камсаракан                               | от некоего Абела                                           | 300                          | нахарар                                           |
| Абраамян          | -                                        | -                                                          | 100                          | нахарар                                           |
| Авацаци           | -                                        | -                                                          | 200                          | нахарар                                           |
| Айценакан         | -                                        | -                                                          | 100                          | нахарар                                           |
| Акацаци           | -                                        | -                                                          | 50                           | нахарар                                           |
| Акеаци            | -                                        | местное                                                    | 300                          | нахарар                                           |
| Алдзнеаци         | -                                        | ассирийское, от Сенекерима                                 | 4000                         | бдешх                                             |
| Амаскуни          | -                                        | -                                                          | 200                          | нахарар                                           |
| Аматуни           | мидийское или маннейское                 | маннейское-еврейское                                       | 200                          | нахарар                                           |
| Англы             | -                                        | от Хайкида Торка Ангела                                    | 3400                         | бдешх, хранитель царских гробниц и сокровищ       |
| Андзеваци         | кардухи-мидийское                        | местное                                                    | 500                          | нахарар                                           |
| Апахуни           | урартское                                | Хайкиды                                                    | 1000                         | нахарар                                           |
| Аравелян          | аланское                                 | аланское, от царицы Сатеник                                | 500                          | нахарар                                           |
| Арташесян         | -                                        | парфянское, Аршакиды,от Арташеса,внука парфянина Валаршака | 300                          | нахарар                                           |
| Аравенян          | Ервандиды                                | от Хайкида Вахагна                                         | 300                          | нахарар                                           |
| Арцруни           | Ервандиды                                | ассирийское, от Сенехерима                                 | 1000                         | нахарар                                           |
| Аршакуни          | парфянское, Аршакиды                     | -                                                          | 40000                        | царь                                              |
| Асчшнян           | -                                        | -                                                          | 50                           | нахарар                                           |
| Ашоцяны           | парфянское, Михраниды                    | от Хайкида Гушара                                          | 500                          | нахарар                                           |
| Ашхадарян         | -                                        | -                                                          | 100                          | нахарар                                           |
| Багратуни         | Ервандиды                                | иудейское, от принца Шамбата                               | 1500                         | аспет, коронующий царя                            |
| Богуни            | -                                        | -                                                          | 100                          | нахарар                                           |
| Бакан             | -                                        | -                                                          | 50                           | нахарар                                           |
| Басенаци          | урартское                                | -                                                          | 600                          | нахарар                                           |
| Бзнуни            | урартское, от принца Биаса               | от Хайкида База                                            | 3000                         | нахарар                                           |
| Григорьянц        | -                                        | -                                                          | 150                          | нахарар                                           |
| Бохаеци           | -                                        | -                                                          | 300                          | нахарар                                           |
| Бужуни            | -                                        | -                                                          | 200                          | нахарар                                           |
| Ванандаци         | -                                        | от булгара Влндура Вунда                                   | 1000                         | нахарар                                           |
| Вахевуни          | Ервандиды                                | от Хайкида Вахагна                                         | 1000                         | нахарар                                           |
| Варажнуни         | -                                        | от Хайкида Ваража, потомка Гелама                          | 300                          | нахарар                                           |
| Варазартикян      | -                                        | -                                                          | 100                          | нахарар                                           |
| Вардзаруни        | -                                        | -                                                          | 200                          | нахарар                                           |
| Варжнунян         | -                                        | -                                                          | 100                          | нахарар                                           |
| Варнуни           | -                                        | -                                                          | 50                           | нахарар                                           |
| Вижануни          | -                                        | -                                                          | 50                           | нахарар                                           |
| Габелян           | Камсаракан                               | от некоего Габала                                          | 300                          | управляющий царскими хранилищами                  |
| Гардманцы         | -                                        | от Хайкида Арана                                           | 1000                         | нахарар                                           |
| Газрикян          | -                                        | -                                                          | 50                           | нахарар                                           |
| Гзчуни            | -                                        | -                                                          | 50                           | нахарар                                           |
| Гнтуни            | ханаанское                               | ханаанское                                                 | 300                          | управляющий царской гардеробной                   |
| Гнуни             | Ервандиды                                | ассирийское, от Сенехерима                                 | 500                          | сенекал, старший дворецкий, управляющий погребами |
| Голтнецы          | Багратуни                                | от Хайкида Сисака                                          | 500                          | нахарар                                           |
| Гугараци          | -                                        | от Митрдата Киосского                                      | 4500                         | бдешх                                             |
| Гукан             | -                                        | -                                                          | 50                           | нахарар                                           |
| Димаксян          | -                                        | некий Нерсес, сын Гисака                                   | 300                          | нахарар                                           |
| Дзюнакан          | Камсаракан                               | -                                                          | 300                          | управляющий летними дворцами царя                 |
| Енцайаци (Енцаки) | Мардпетакан                              | -                                                          | 4000                         | нахарар                                           |
| Еруандуни         | Ервандиды                                | -                                                          | 300                          | нахарар                                           |
| Зандалан          | -                                        | -                                                          | 50                           | нахарар                                           |
| Зарехаванян       | Ервандуни-Арцруни                        | от Хайкида Зареха, потомка Вахагна                         | 300                          | нахарар                                           |
| Каджберуни        | каскайское                               | -                                                          | 100                          | нахарар                                           |
| Кадмяны           | -                                        | от Хайкида Кадмоса                                         | 13200                        | нахарар                                           |
| Камсаракан        | Карин-Пахлевиды                          | Карин-Пахлевиды                                            | 600                          | нахарар                                           |
| Каспеци           | -                                        | -                                                          | 3000                         | нахарар                                           |
| Кичан             | -                                        | -                                                          | 50                           | нахарар                                           |
| Кордваци          | -                                        | местное                                                    | 1000                         | нахарар                                           |
| Кчруни            | -                                        | -                                                          | 50                           | нахарар                                           |
| Мазазаци          | -                                        | -                                                          | 500                          | нахарар                                           |
| Мамиконян         | местное, тайское                         | китайское                                                  | 1000                         | спарапет, верховный главнокомандующий войском     |
| Манауазян         | урартское, от царя Менуаса               | от Хайкида Манауаза                                        | 1000                         | нахарар                                           |
| Мандакуни         | маннейское, народ Манда                  | от некоего храбреца Миандака                               | 300                          | нахарар                                           |
| Мардпетакан       | мидийско-маннейское                      | Хайкиды                                                    | -                            | управляющий царским двором                        |
| Мехнуни           | -                                        | -                                                          | 100                          | нахарар                                           |
| Мокац             | -                                        | местное                                                    | 1000                         | нахарар                                           |
| Мурацан           | -                                        | мидийское, от Аждахака                                     | 300                          | нахарар                                           |
| Вордуни           | урартское                                | от Хайкида База                                            | 700                          | нахарар                                           |
| Балуни            | -                                        | -                                                          | 300                          | нахарар                                           |
| Парспатуни        | -                                        | -                                                          | 50                           | нахарар                                           |
| Рштуни            | урартское, от царя Руша                  | от Хайкида Сисака                                          | 1000                         | нахарар                                           |
| Ропсян            | армяно-римское                           | армяно-римское                                             | 100                          | нахарар                                           |
| Сааруни           | -                                        | -                                                          | 300                          | нахарар                                           |
| Сагратуни         | -                                        | -                                                          | 100                          | нахарар                                           |
| Содаци            | -                                        | -                                                          | 50                           | нахарар                                           |
| Сюни (Сисакян)    | -                                        | от Хайкида Сисака                                          | 19400                        | нахарар                                           |
| Слкуни            | маннейское, народ Сала                   | от некоего храбреца Слака                                  | 300                          | нахарар                                           |
| Спандуни          | Камсаракан                               | -                                                          | 300                          | управляющий мясобойнями                           |
| Тайгрян           | -                                        | -                                                          | 50                           | нахарар                                           |
| Тамбараци         | -                                        | -                                                          | 100                          | нахарар                                           |
| Трпатуни          | -                                        | -                                                          | 100                          | нахарар                                           |
| Труни             | -                                        | от некоего Тура                                            | 300                          | нахарар                                           |
| Утиаци            | -                                        | от Хайкида Арана                                           | 1000                         | нахарар                                           |
| Хабужян           | -                                        | -                                                          | 100                          | нахарар                                           |
| Хавнуни           | Камсаракан                               | -                                                          | 300                          | управляющий охотой и ловчими птицами              |
| Хамастунян        | -                                        | -                                                          | 100                          | нахарар                                           |
| Хорхоруни         | хурритское                               | от Хайкида Хора                                            | 1000                         | малхаз, начальник охраны царя                     |
| Цавдейцы          | -                                        | от Хайкида Арана                                           | 1000                         | нахарар                                           |
| Цохкепан          | -                                        | -                                                          | 100                          | нахарар                                           |
| Цопаци            | -                                        | -                                                          | 1000                         | бдешх                                             |

## Современное состояние армянского дворянства
История армянского дворянства, как и история армянского народа, полна драматизма. Иногда, во время междоусобных войн, истреблялись целые роды. Многие аристократические роды погибли во время войн с иноземными захватчиками — арабами и тюрками. Последние, осознавая, что армянское государство держится на аристократии, вели активную политику на уничтожение армянского дворянства. Так, в 705 году арабский остикан (наместник) Армении обманом пригласил в Нахичеван около восьмисот армянских дворянских родов вместе с сопровождающей охраной якобы для переговоров и всех уничтожил. Несмотря на это, некоторые дворянские роды пережили эту трагедию и продолжили своё существование. Часть потомков армянского дворянства добилась высоких чинов при иноземных королевских дворах. Так потомки армянских Арцруни стали влиятельными вельможами при грузинском дворе, а грузинская ветвь армянских нахараров Багратуни взошла на престол и стала правящим домом в Грузии (см. Багратионы). Целая плеяда армян по происхождению наследственно управляла византийским престолом (см. Македонская династия и Комнины). В результате династических браков, потомки армянского королевского рода Лусинянов (Лузиньянов), правивших в Киликии и на Кипре, слились с представителями западноевропейской королевской династии Савой (Савуа), правившей в Италии. Другие же потомки нахарарских родов дали начало средневековым армянским дворянским династиям, таким как Закаряны, Прошяны, Кюрикяны, Орбеляны, Арцруни-Махканабердские, Торникяны (по мнению армянских историков Лео и Н. Адонца, а также Марквардта и А. Каждана։ являются ветвь армянских нахараров Багратуни) и др., последние сыграли значительную роль в освободительной борьбе армянского народа и в сохранении армянской государственности.
Особо отличились в XIII веке князья Закаряны — Закарэ и Иванэ, военно-политическая значимость и влияние которых были настолько велики, что они фактически являлись полновластными правителями Армении. Пожалуй, последние крупицы армянской государственности были сохранены полузависимыми князьями-меликами Арцаха, известными как меликства Хамсы (от арабского «пять княжеств»), вплоть до вхождения восточной Армении в состав Российской империи. Российские императоры либо признавали титулы армянских аристократов, либо сами возводили в дворянское достоинство видных деятелей армянского происхождения, при этом активно использовало потенциал армянского дворянства. В этот период выделились дворянские роды Мадатянов (Мадатовых), Лазарянов (Лазаревых), Бейбутовых (Бебутовы), Атабекянов (Атабековых), Пирумянов (Пирумовых), Лорис-Меликовых и др.
Аристократическая традиция в Армении претерпела новый удар при советской власти, когда армянское дворянство было упразднено как сословие и подверглось систематическим гонениям. Многие представители дворянства были репрессированы, сосланы в колонии и трудовые лагеря, либо вовсе расстреляны. Другие вынуждены были скрывать своё дворянское происхождение, меняя фамилии и скрывая свою родословную. Лишь немногим удалось сохранить свою семейную традицию, переселившись за пределы Армении.
С восстановлением независимости Армении были предприняты важные шаги для возрождения традиций армянской аристократии. В октябре 1992 года в Армении был создан Союз армянских дворян, а 27 июля 2012 года была возрождения другая традиционная дворянская организация - Армянский Меликский Союз (АМС). Обе организации зарегистрированы при Министерстве юстиции Армении как общественные неправительственные организации. Общий состав членов этих организаций насчитывает около 400 потомков и представителей дворянских сословий Армении. Членами САД и АМС могут стать представители древних и новых армянских аристократических династий и родов, а также носители иностранных дворянских титулов, живущих в Республике Армения и за её пределами, независимо от их политических и религиозных взглядов, возраста и пола.
Основными целями армянских дворянских организаций являются:
- Возрождение армянского дворянства и его былой роли и значения в жизни общества и государства;
- Возрождение лучших традиций армянского дворянства и восстановление принципов чести, достоинства, морали и этики дворянства;
- Восстановление геральдики аристократических династий и их генеалогии;
- Собрание и научное исследование архивных материалов, изучение истории армянского дворянства и отдельных династий;
- Представление широким слоям населения истории армянского дворянства и аристократических династий, семей и предков через средства массовой информации и публичные лекции.

## Список использованной литературы
1. Геворг Пирумян. Союз Армянских Дворян. Интервью «Васн Айутян», № 2, 2003.
2. Алексей Г. Сукиасян. История Киликийского армянского государства и права (XI—XIV вв.). Ереван, «Митк», 1969.
3. Мовсес Хоренаци. История Армении. Ереван, «Айастан», 1990.
4. Ованес Драсханакертци. История Армении. Ереван, «Советакан Грох», 1984.
5. Рафаэл Матевосян. К вопросу о происхождении Багратидов. «Армянский Вестник», № 1-2, 2001.
6. Раффи. Меликства Хамсы. Ереван, «Наири», 1991.
7. Армянская Советская Энциклопедия. Ереван, «Айкакан Анрагитаран», 1977—1979.
8. Robert Bedrosian. The Turco-Mongol Invasions and the Lords of Armenia in the 13-14th Centuries. New York, Columbia University, 1979.
9. Рафаэл Абрамян. Армянское рыцарство (IV—VI вв.). «Армянский Вестник», № 1-2, 1999.
10. Ромэн Тёр-Газарян. Армяне на Византийском престоле. Электронное издание www.armenia.ru, 2003.
11. Александр Петросов. Львы, корона и сегодняшний день. «Ноев Ковчег», № 7 (65) Август 2003.
12. Մխիթարյան Ա․ե․, Հաբեթի սերունդները,  Հայաստանի Հանրապետություն, քաղ․ Երևան: Հեղինակայնի հրատարակություն  (2002թ․) /Мхитарян А․ Е․. Потомки Иафета, Республика Армения, г․ Ереван: Авторское издание, 2002. — ISBN 99930-4-060-6./